# Cerchysiella nigrella
Cerchysiella nigrella är en stekelart som beskrevs av Girault 1914. Cerchysiella nigrella ingår i släktet Cerchysiella och familjen sköldlussteklar. Inga underarter finns listade i Catalogue of Life.